# Cypern FC01
FC01 är namnet på den insats med transportflyg som Sverige bidrar med till FN:s insats i Syrien.

## Allmänt
Förbandet är tänkt att verka från november till och med december 2013.
Förbandet FC01 består av ett 20-tal personer och C-130, (TP 84). Förbandet baserar på flygplatsen i Larnaca på Cypern och flyger mellan Cypern och Beirut i Libanon. Grupperingen på Cypern döptes till Camp Estelle.
Uppgiften är att bistå FN i avvecklingen av Syriens kemiska stridsmedel.
Uppsättande förband är Skaraborgs flygflottilj, F7 med besättningar ur 71. Transportflygdivisionen.